# Manny Ramjohn Stadium
Manny Ramjohn Stadium nazywany też Mannie Ramjohn Stadium - stadion zlokalizowany w Marabelli, dzielnicy miasta San Fernando w Trynidadzie i Tobago. Został nazwany na cześć Manny'ego Ramjohna, trynidadzko-tobagijskiego biegacza długodystansowego. Wybudowano go z okazji Mistrzostw Świata U-17 w piłce nożnej 2001, które odbywały się właśnie w Trynidadzie i Tobago. Obecnie na Manny Ramjohn Stadium swoje mecze domowe rozgrywają cztery trynidadzko-tobagijskie drużyny futbolowe - FC South End, W Connection, Police FC i Ma Pau SC. Będzie również wykorzystywany podczas Mistrzostw Świata Kobiet U-17 w piłce nożnej 2010.